# Ійво Нісканен
Ійво Нісканен (фін. Iivo Niskanen, 12 січня 1992) — фінський лижник, дворазовий олімпійський чемпіон, чемпіон світу та призер чемпіонатів світу.
Золоту олімпійську медаль та звання олімпійського чемпіона Нісканен виборов в командному спринті на Іграх 2014 року в Сочі.  Другу золоту медаль він здобув на Пхьончханській олімпіаді в гонці на 50 км вільним стилем.
Сестра Ііво, Кертту, теж лижниця й олімпійська медалістка.

## Виступи на Олімпійських іграх
- 4 медалі - (4 золоті)

| Рік  | Вік | 15 км  | Скіатлон 15 км | 30 км мас-старт | Спринт | Естафета 4 × 5 км | Командний спринт |
| ---- | --- | ------ | -------------- | --------------- | ------ | ----------------- | ---------------- |
| 2014 | 22  | 4      | 25             | 10              | —      | 6                 | Золото           |
| 2018 | 26  | —      | 19             | Золото          | 14     | 4                 | —                |
| 2022 | 30  | Золото | Бронза         | —               | —      | 6                 | Срібло           |

## Зовнішні посилання
- Досьє на сайті FIS [Архівовано 26 лютого 2014 у Wayback Machine.]